# Gyüreg község
Gyüreg község (románul: Comuna Giroc) község Temes megyében, Romániában. Központja Gyüreg, hozzá tartozik Tesöld.

## Népessége
A 2011-es népszámlálás adatai alapján a község népessége 8388 fő volt.